# Silió
Silió es una localidad del municipio de Molledo (Cantabria, España). La localidad está situada a una distancia de 2,5 kilómetros de la capital municipal, Molledo (en la cuenca alta del Besaya). Silió tiene una altitud de 265 metros, su población en el año 2024 era de 484 habitantes (INE), de ahí que pese a estar apartado de las carreteras principales, sea el más poblado del valle. Se reparten entre Silió (432 habitantes) y el barrio de Santa Marina (52 habitantes). Actualmente el alcalde del pueblo es Salvador García Ceballos (PRC).

## Fiestas
La fiesta más conocida del lugar es la fiesta de La Vijanera, que se celebra el primero domingo de cada año. La Vijanera fue declarada Fiesta de Interés Turístico Nacional. También se celebra la fiesta de la Maya el 24 de julio y Santiago el 25 de julio.

## Arquitectura
Destaca de su arquitectura la iglesia de San Facundo y San Primitivo, románica, declarada Monumento Nacional el 20 de julio de 1896, Monumento Histórico-Artístico,  el 23 de abril de 1970 Bien de Interés Cultural con categoría de Monumento. Su arquitectura civil también reviste interés, entre ellas se cuentan la casa de Tagle, del siglo XVII, y la casa y torre de Obregón, del siglo XVIII. Además y respecto a lo natural, es la puerta hacia el Monte Canales. En el barrio del campo encontramos el que quizás sea el escudo más llamativo del pueblo con la siguiente inscripción.: "De testigos falsos libranos dómine... siendo juez el señor Don Diego Llata".

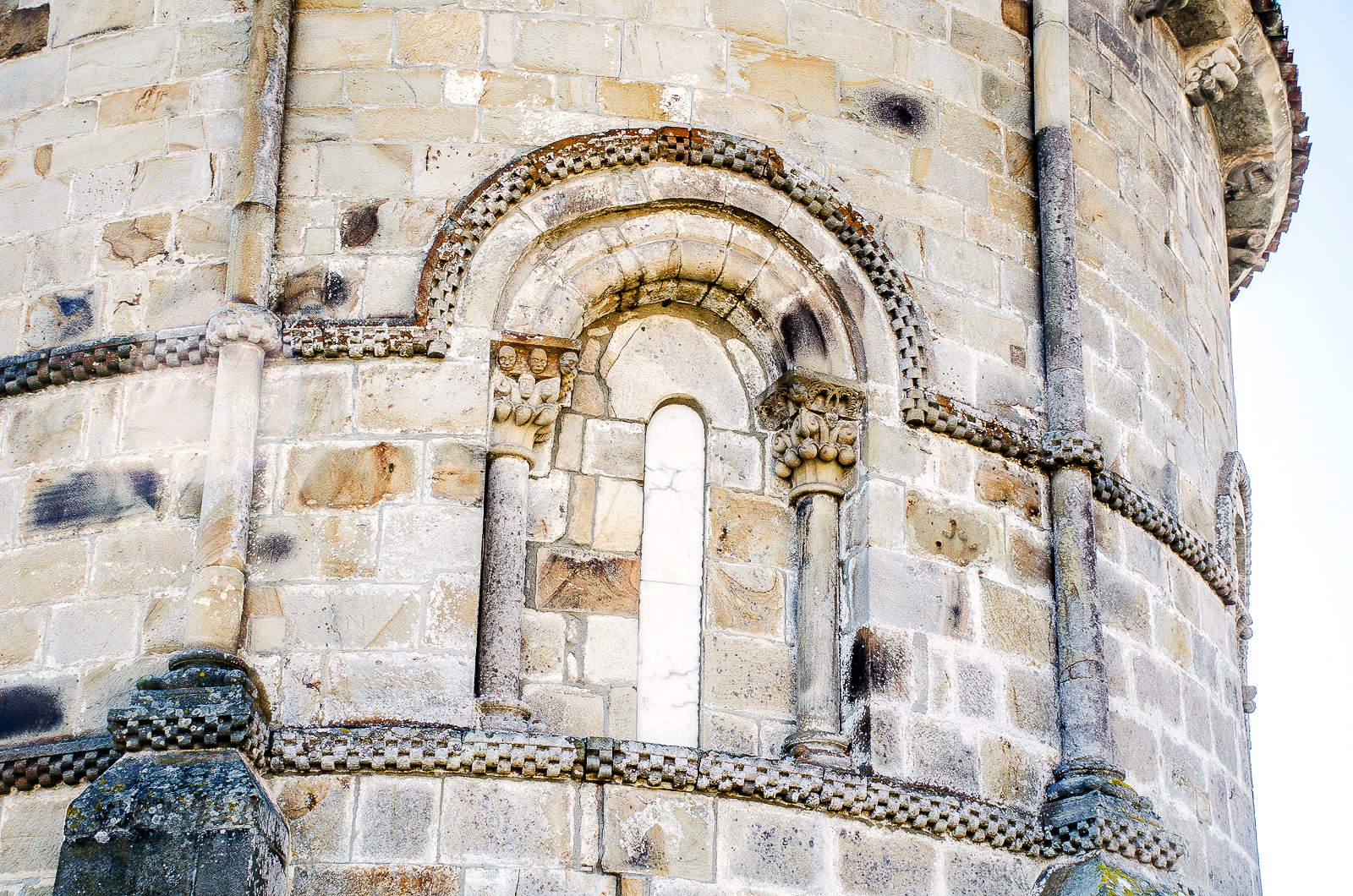
Detalle del ábside de la iglesia.

## Tradiciones

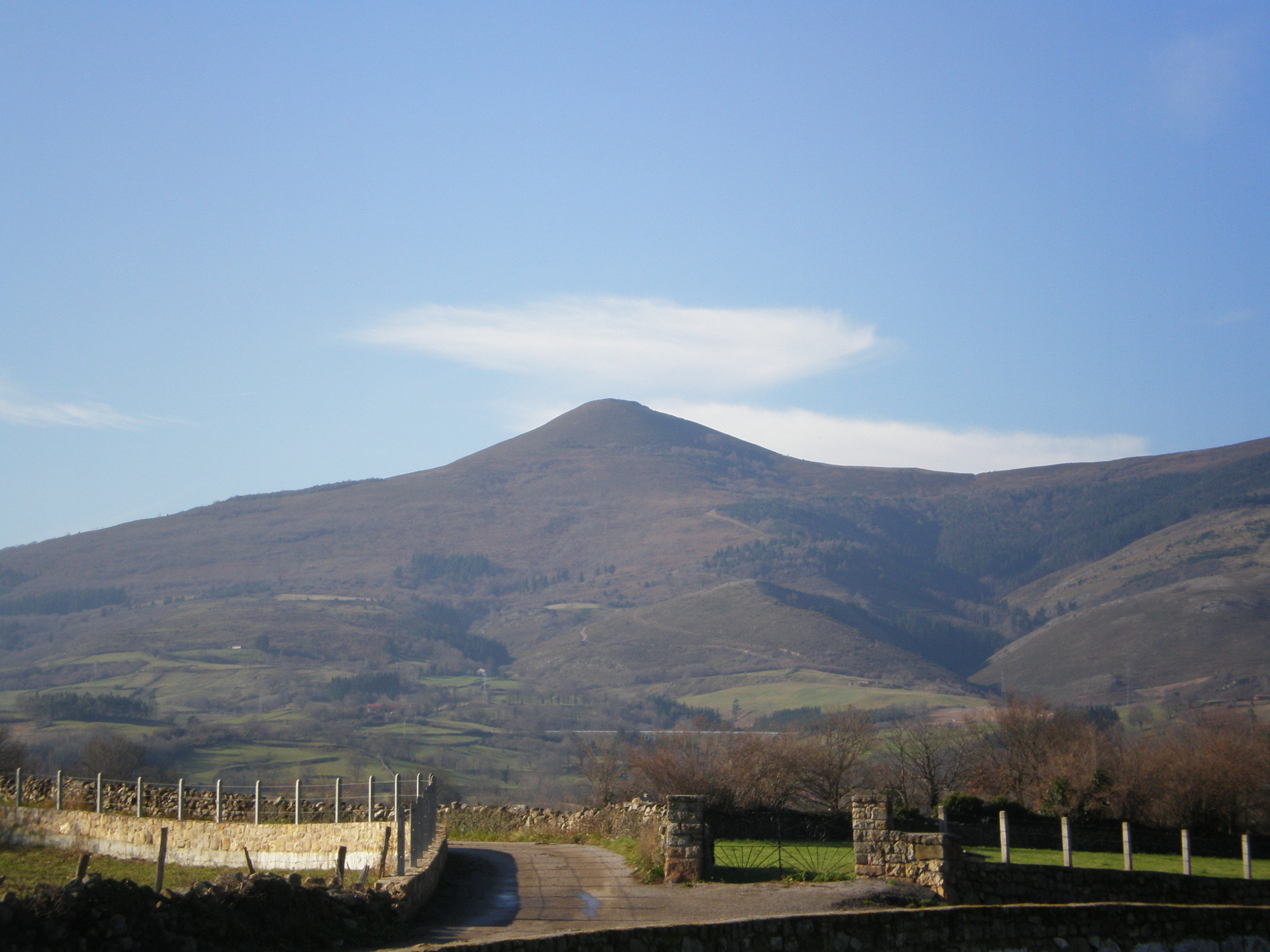
El monte Navajos visto desde Silió.

Acerca sus habitantes se suele decir: "eres más burro que los de Silió... que subieron el burro al campanario". Esta afirmación si bien es parte de un suceso constatado, no fue realmente así. Antiguamente por las fiestas de San Facundo y San Primitivo (27 de noviembre), los mozos formaban una torre con los "rodales" de las carretas que conseguían por el pueblo. Esta "pirámide" era construida en la plaza de la "Reguera" junto a la iglesia.
Coincidió que por esas fechas un comerciante pasó por el pueblo para vender pimentón dada la cercanía en fechas de la matanza del cerdo. Un grupo de mozos se encargó de pasearle por todas las tabernas, mientras otros pintaban al negro borrico que traía de un blanco impoluto. A continuación lo ataron por las patas encaramando al animal en el rodal que formaba la cúspide de la torre.
Cuando el "Pimentonero", después de secar todas las barricas, preguntó por su compañero de viaje; la gente le dijo que le habían subido a la torre, entonces el hombre matándose con la razón respondía que no, que el suyo era blanco y aquel era negro. Tal fue la fama de dicho relato que trascendió los límites del pueblo, del valle e incluso de la región. Como suele ser habitual cada interlocutor añadía su parte a la historia con lo que esta terminó deformándose y en lugar de explicar la desconocida tradición de la torre de rodales explicaban que tuvo lugar al lado de la iglesia.
Con el tiempo el mito derivó en que los mozos subieron el burro al campanario (únicamente tienen espadaña). Para añadirle más sorna al suceso, alguno contaba que era con objeto de aprovechar los tiernos brotes de hierba que brotaban en lo alto; mientras que el animal a medio camino sacaba la lengua no debido a la soga que lo apretaba, si no relamiéndose de tan apetitoso bocado.